# Jevgenij Kasperskij
Jevgenij Valentinovitj Kasperskij (ryska: Евгений Валентинович Касперский), född 4 oktober 1965 i Novorossijsk, Sovjetunionen, är en rysk specialist inom datasäkerhet. Han grundade det i dag internationella datasäkerhetsföretaget Kaspersky Labs 1997. Hans förra fru Natalja Kasperskij är VD på företaget och själv är han forskningschef.
Kasperskij är kryptoexpert i grunden och inledde sin karriär som forskare. Efter 5 års studier i datorteknik och matematik vid KGB:s tekniska högskola (ryska: Институт криптографии, связи и информатики) eller IKSI (ИКСИ) blev han utexaminerad 1987. Under hans anställning vid försvarsdepartementet smittades hans dator av Cascadeviruset 1989. Detta var inledningen till att han började intressera sig för datorvirus. Han utvecklade egna antivirusprogram som han gav bort till vänner. Han hamnade så småningom på företaget Kami Information Technologies Center och utvecklade tillsammans med kolleger ett antivirusprojekt som blev grunden för företaget Kaspersky Lab 1997.